# Список глав государств в 1930 году
| 1929 ← Список глав государств по годам → 1931 |

В списке перечислены лидеры государств по состоянию на 1930 год. В том случае, если ведущую роль в государстве играет коммунистическая партия, указан как де-юре глава государства — председатель высшего органа государственной власти, так и де-факто — глава коммунистической партии.
Если в 1930 году в каком-либо государстве произошла смена руководителя, в списке указываются оба из них. В случае если государство сменило флаг, указываются также оба флага.
Цветом выделены страны, в которых в данном году произошли смены власти вследствие следующих событий:
- Получение страной независимости;
- Военный переворот, революция, всеобщее восстание ;
- Президентские выборы;
- парламентские выборы, парламентский кризис;
- Смерть одного из руководителей страны;
- Иные причины.

## Значимые события
Для государств и их лидеров этот год отмечен следующими событиями:
- 21 января — премьер-министром Португалии по рекомендации министра финансов Антониу ди Салазара назначен генерал Домингуш Аугушту Алвиш да Кошта Оливейра, правительство которого начало переход от Национальной диктатуры к режиму Нового государства[1];
- 28 января — падение диктатуры генерала Мигеля Примо де Риверы в Испании[2];
- 9 февраля — на президентских выборах в Колумбии одержал победу кандидат от Либеральной партии Энрике Альфредо Олайя Эррера, чем был положен конец 44-летнему правлению в стране Консервативной партии. Э. Олайя Эррера вступил на пост 7 августа 1930 года[3];
- 21 февраля — новое правительство Франции сформировал радикал-социалист Камиль Шотан. Прежний кабинет демократа Андре Тардьё ушёл в отставку 17 февраля[4];
- 2 марта — демократ Андре Тардьё вновь возглавил правительство Франции[4].
- 30 марта — рейхсканцлером Германии после отставки социал-демократа Германа Мюллера назначен лидер католической партии Центра Генрих Брюнинг, который перестал опираться на парламентское большинство и стал править посредством декретов президента Пауля фон Гинденбурга[5];
- 2 апреля — в Аддис-Абебе скончалась императрица Эфиопии Заудиту. Власть в стране перешла к негусу Тэфэри Мэконныну[6];
- 9 апреля — новым президентом Латвии стал Альберт Квиесис[7];
- 28 мая — в ходе всеобщего восстания в Боливии свергнут президент Мариано Эрнандо Силес Рейес. Восставшие провозглашают президентом Роберто Инахозу[8];
- 8 июня — парламент Румынии провозгласил королём Кароля II. Малолетний Михай I отстранён от престола, Регентский совет распущен[9];
- 17 — 20 июня — конституционный переворот в Египте. Король Ахмед Фуад I сместил вафдистское правительство Мустафы Наххаса-паши и назначил премьер-министром Исмаила Сидки-пашу, который отменил конституцию 1923 года и ввёл новую конституцию, ограничившую права парламента[10];
- 28 июня — президентом Боливии становится один из участников майского восстания генерал Карлос Бланко Галиндо, который подавляет движение Роберто Инахозы[8];
- 4 июля — правительство Финляндии сформировал бывший регент Пер Эвинд Свинхувуд, которым затем были приняты меры к ужесточению политического режима в стране[11];
- 7 августа — новым премьер-министром Канады стал Ричард Бэдфорд Беннетт, лидер Консервативной партии, победившей на выборах 28 июля 1930 года. Сменил либерала Уильяма Макензи Кинга[12];
- 16 августа — на пост президента Доминиканской Республики вступил генерал Рафаэль Леонидас Трухильо-и-Молина, инициировавший в феврале свержение президента Орасио Васкеса. В стране на 30 лет установилась диктатура семейства Трухильо[13];
- 22 — 27 августа — в Перу свергнута диктатура президента Аугусто Легии и Сальседо. К власти пришли военные во главе с полковником Луисом Санчесом Серро[14];
- 25 августа — маршал Юзеф Пилсудский возглавил правительство Польши. Вскоре он провёл аресты лидеров левой оппозиции, распустил сейм и провёл новые выборы, которые укрепили позиции «санации». В декабре Ю.Пилсудский ушёл в отставку по состоянию здоровья, сохранив контроль над политикой Польши[15];
- 6 сентября — военный переворот в Аргентине. Конституционный президент Иполито Иригойен свергнут, к власти пришёл генерал-лейтенант Хосе Феликс Урибуру[16];
- 22 сентября — в Нанкине в возрасте 50 лет скоропостижно скончался председатель Исполнительного юаня (правительства) Китайской республики Тан Янкай. Освободившийся пост перешёл ближайшему родственнику президента Чан Кайши Сун Цзывеню, а вскоре и к самому Чан Кайши[17];
- 24 октября — 3 ноября — либеральная революция в Бразилии. Конституционный президент Вашингтон Луиш Перейра ди Соза свергнут военными в ходе всеобщего восстания[18];
- 2 ноября — негус Эфиопии Тэфэри Мэконнын коронован как император Хайле Селассие I[6];
- 3 ноября — лидер бразильской революции Жетулиу Дорнелис Варгас вступает в столицу страны Рио-де-Жанейро. В Бразилии начинается Эра Варгаса[18].
- 14 ноября — в Токио на станции Томео Сагойя член националистической организации тяжело ранил из револьвера премьер-министра Японии Осати Хамагучи. Исполняющим обязанности главы правительства стал министр иностранных дел Кидзюро Сидэхара[19];
- 3 декабря — после обвинений в причастности к действиям равнозначным работорговле подал в отставку президент Либерии Чарльз Данбер Кинг. Новым президентом стал министр иностранных дел Эдвин Баркли ;
- 4 декабря — премьер-министр Франции Андре Тардьё ушёл в отставку после разоблачения аферы банкира Устрика, в которой был замешан министр юстиции Рауль Пере[4].
- 13 декабря — после третьего в 1930 году правительственного кризиса правительство Франции сформировал левый демократ Теодор Стег[4].
- 19 декабря — снят с поста председатель Совета Народных Комиссаров СССР Алексей Иванович Рыков. Новым главой советского правительства был назначен Вячеслав Михайлович Молотов[20].

## Азия
|                                                              | Арабские эмираты (протектораты Великобритании)                                                                          | |                                                           |                                                                                          |                             |  |
|                                                              | | Абу-Даби | Эмир                                                      | Шахбут ибн Султан Аль Нахайян                                                            | 1928—1966                   |  |
|                                                              | Аджман | Эмир | Рашид III ибн Хумайд                                      | 1928—1981                                                                                |                             |  |
|                                                              | Дубай | Шейх | Саид ибн Мактум                                           | 1912—1958                                                                                |                             |  |
|                                                              | Рас-эль-Хайма | Эмир | Султан II ибн Салим                                       | 1921—1948                                                                                |                             |  |
|                                                              | Умм-эль-Кайвайн | Эмир | Ахмад II бин Рашид аль-Муалла                             | 1929—1981                                                                                |                             |  |
|                                                              | Эль-Фуджайра | Шейх | Хамад I бин Абдаллах                                      | 1876—1936                                                                                |                             |  |
|                                                              | Шарджа | Шейх | Султан II бин Сакр                                        | 1924—1951                                                                                |                             |  |
|                                                              | Асир | Асир | Эмир                                                      | Аль-Хасан ибн Али                                                                        | 1926—1934                   |  |
|                                                              | Афганистан | Афганистан | Король                                                    | Мухаммед Надир-шах                                                                       | 1929—1933                   |  |
| Премьер-министр                                              | Афганистан | Афганистан | Мохаммад Хашим-хан                                        | 1929—1946                                                                                |                             |  |
|                                                              | Бахрейн (протекторат Великобритании)                                                                                    | Бахрейн (протекторат Великобритании)                                                                                    | Хаким                                                     | Иса ибн Али Аль Халифа                                                                   | 1869—1932                   |  |
|                                                              | Британская Бирма (Шанские княжества)                                                                                    | |                                                           |                                                                                          |                             |  |
|                                                              | | Йонгве | Саофа                                                     | Со Шве Тай                                                                               | 1926—1959                   |  |
|                                                              | Кенгтунг | Саофа | Конг Кьо Инталенг                                         | 1895—1935                                                                                |                             |  |
|                                                              | Локсок (Ятсок) | Саофа | Хкун Нсок                                                 | 1900—1946                                                                                |                             |  |
|                                                              | Мокме | Саофа | Хкун Хконг                                                | 1915—1959                                                                                |                             |  |
|                                                              | Монгнай | Саофа | Хкун Кьо Хо                                               | 1928—1949                                                                                |                             |  |
|                                                              | Монгпай | саофа | Хкун Пин Нья                                              | 1908—1959                                                                                |                             |  |
|                                                              | Монгпон | Саофа | Сао Сан Хтун                                              | 1928—1947                                                                                |                             |  |
|                                                              | Северное Сенви | Саофа | Хом Хпа                                                   | 1915—1959                                                                                |                             |  |
|                                                              | Сипау | Саофа | Сао Он Кья                                                | 1928—1938                                                                                |                             |  |
|                                                              | Южное Сенви | Саофа | Сао Сонг                                                  | 1913—1946                                                                                |                             |  |
|                                                              | Британская Индия | Британская Индия | Император                                                 | Георг V                                                                                  | 1910—1936                   |  |
| Вице-король                                                  | Британская Индия | Британская Индия | Эдуард Вуд                                                | 1926—1931                                                                                |                             |  |
|                                                              | | Аджайгарх | Савай махараджа                                           | Бхопал Сингх                                                                             | 1919—1942                   |  |
|                                                              | Алвар | Махараджа | Джай Сингх Прабхакар                                      | 1892—1937                                                                                |                             |  |
|                                                              | Алираджпур | Рана | Пратап Сингх II                                           | 1891—1941                                                                                |                             |  |
|                                                              | Баони | Наваб | Мохаммад Муштак аль-Хасан Хан                             | 1911—1947                                                                                |                             |  |
|                                                              | Бансвара | Раджа | Притви Сингх                                              | 1913—1944                                                                                |                             |  |
|                                                              | Барвани | Рана | Ранджит Сингх Деви Сахиб Сингхджи                         | 1894—1930 —1947                                                                          |                             |  |
|                                                              | Барода | Махараджа | Саяджирао Гаеквад III                                     | 1875—1939                                                                                |                             |  |
|                                                              | Бахавалпур | Наваб | Садик Мухаммад Хан V                                      | 1907—1947                                                                                |                             |  |
|                                                              | Башахра | Раджа | Падам Сингх                                               | 1914—1947                                                                                |                             |  |
|                                                              | Бенарес | Махараджа бахадур | Прабху Нарайян Сингх                                      | 1889—1931                                                                                |                             |  |
|                                                              | Биджавар | Савай махараджа | Савант Сингх                                              | 1899—1940                                                                                |                             |  |
|                                                              | Биканер | Махараджа | Ганга Сингх                                               | 1887—1943                                                                                |                             |  |
|                                                              | Биласпур (Калур) | Раджа | Ананд Чанд                                                | 1927—1948                                                                                |                             |  |
|                                                              | Бунди | Махарао раджа | Ишвари Сингх                                              | 1927—1945                                                                                |                             |  |
|                                                              | Бхавнагар | Махараджа | Кришна Кумарсинхжи Бхавсинхжи                             | 1919—1947                                                                                |                             |  |
|                                                              | Бхаратпур | Махараджа | Бриджендра Сингх                                          | 1929—1947                                                                                |                             |  |
|                                                              | Бхопал | наваб | Хамидулла Хан                                             | 1926—1949                                                                                |                             |  |
|                                                              | Ванканер | Махарана радж сахиб | Амарсинхджи Банесинджи                                    | 1881—1947                                                                                |                             |  |
|                                                              | Гангпур | Раджа | Бхабани Шанкар Део Бир Митра Пратап Сехар Део             | 1917—1930 —1938                                                                          |                             |  |
|                                                              | Гархвал | махараджа | Нарендра Шах                                              | 1913—1946                                                                                |                             |  |
|                                                              | Гвалиор | Махараджа | Дживаджирао Шинде                                         | 1925—1948                                                                                |                             |  |
|                                                              | Гондал | Тхакур сахиб | Бхагвацинхжи Саграмсинхджи                                | 1869—1944                                                                                |                             |  |
|                                                              | Даспалла | раджа | Кишор Чандра Део Бханж                                    | 1913—1948                                                                                |                             |  |
|                                                              | Датия | Махараджа | Говинд Сингх                                              | 1907—1947                                                                                |                             |  |
|                                                              | Девас младшее | Махараджа | Малхар Рао                                                | 1918—1934                                                                                |                             |  |
|                                                              | Девас старшее | Махараджа | Тукоджи Рао III                                           | 1918—1937                                                                                |                             |  |
|                                                              | Джайпур | Махараджа савай | Ман Сингх II                                              | 1922—1948                                                                                |                             |  |
|                                                              | Джанджира | Наваб | Мохаммад-Хан II                                           | 1922—1947                                                                                |                             |  |
|                                                              | Джайсалмер | Махаравал | Джавахир Сингх                                            | 1914—1947                                                                                |                             |  |
|                                                              | Джалавад (Дрангадхра)                                                                                                   | Махараджа | Ганшьямсинхджи Аджитсинхджи                               | 1918—1942                                                                                |                             |  |
|                                                              | Джамму и Кашмир | Махараджа | Хари Сингх                                                | 1925—1947                                                                                |                             |  |
|                                                              | Джаора | Наваб | Мухаммад Ифтихар Али                                      | 1895—1947                                                                                |                             |  |
|                                                              | Дженкантал | Махараджа | Шанкар Пратап Сингх Дев Махендра                          | 1918—1948                                                                                |                             |  |
|                                                              | Джинд | Махараджа | Ранбир Сингх                                              | 1911—1947                                                                                |                             |  |
|                                                              | Джхабуа | Раджа | Удай Сингх                                                | 1895—1942                                                                                |                             |  |
|                                                              | Джунагадх | Наваб | Мохаммад Махабат Ханджи III                               | 1911—1947                                                                                |                             |  |
|                                                              | Джхалавар | Махараджа | Раджендра Сингх                                           | 1929—1943                                                                                |                             |  |
|                                                              | Дир | Наваб | Мохаммад Шах Джахан Хан                                   | 1925—1960                                                                                |                             |  |
|                                                              | Дхолпур | Махараджа рана | Удайбхану Сингх                                           | 1911—1947                                                                                |                             |  |
|                                                              | Дунгарпур | Махараджа | Лакшман Сингх                                             | 1918—1947                                                                                |                             |  |
|                                                              | Дхар | Раджа | Ананд Радж IV Павар                                       | 1926—1947                                                                                |                             |  |
|                                                              | Идар | Махараджа | Даулат Сингх                                              | 1911—1931                                                                                |                             |  |
|                                                              | Индаур | Махараджа | Яшвант Рао Холкар II                                      | 1926—1948                                                                                |                             |  |
|                                                              | Калат | Хан | Махмуд II                                                 | 1893—1931                                                                                |                             |  |
|                                                              | Камбей | наваб | Низам ад-Даула Наджм                                      | 1915—1948                                                                                |                             |  |
|                                                              | Капуртхала | Махараджа | Джагатджит Сингх                                          | 1911—1947                                                                                |                             |  |
|                                                              | Караули | Махараджа | Бом Пал                                                   | 1927—1947                                                                                |                             |  |
|                                                              | Кач | Махараджа | Кхенгарджи III                                            | 1875—1942                                                                                |                             |  |
|                                                              | Кишангарх | Махараджа | Ягья Нарайян Сингх                                        | 1926—1939                                                                                |                             |  |
|                                                              | Колхапур | Махараджа | Раджарам II                                               | 1922—1940                                                                                |                             |  |
|                                                              | Кота | Махарао | Умед Сингх II                                             | 1889—1940                                                                                |                             |  |
|                                                              | Кочин | Махараджа | Рама Варма XVI                                            | 1915—1932                                                                                |                             |  |
|                                                              | Куч-Бихар | Махараджа | Джагаддипендра Нарайян                                    | 1922—1949                                                                                |                             |  |
|                                                              | Лас Бела | Хан | Гулям Мухаммад                                            | 1921—1937                                                                                |                             |  |
|                                                              | Лохару | Наваб | Амин-уд-Дин Ахмад-Хан II                                  | 1926—1947                                                                                |                             |  |
|                                                              | Лунавада | рана | Вирбхандра Сингх                                          | 1929—1947                                                                                |                             |  |
|                                                              | Майсур | Махараджа | Кришнараджа Водеяр IV                                     | 1894—1940                                                                                |                             |  |
|                                                              | Макран | Наваб | Азам Джан Балох                                           | 1922—1948                                                                                |                             |  |
|                                                              | Малеркотла | Наваб | Ахмад Али Хан                                             | 1908—1947                                                                                |                             |  |
|                                                              | Манди | Раджа | Джогиндер Сен                                             | 1913—1948                                                                                |                             |  |
|                                                              | Манипур | Махараджа | Чурачандра Сингх                                          | 1918—1941                                                                                |                             |  |
|                                                              | Марвар (Джодхпур) | махараджа | Умайд Сингх                                               | 1918—1947                                                                                |                             |  |
|                                                              | Мевар (Удайпур) | Махарана | Фатех Сингх Бхупал Сингх                                  | 1884—1930 —1948                                                                          |                             |  |
|                                                              | Морви | Тхакур сахиб махараджа                                                                                                  | Лахдирджи Вагджи                                          | 1926—1947                                                                                |                             |  |
|                                                              | Мудхол | Раджа | Малоджирао IV Радж Горпаде                                | 1900—1937                                                                                |                             |  |
|                                                              | Набха | Махараджа | Пратап Сингх                                              | 1928—1947                                                                                |                             |  |
|                                                              | Наванагар | Джам сахеб | Ранджитсинхджи Вибхаджи II                                | 1907—1933                                                                                |                             |  |
|                                                              | Нарсингхгарх | Раджа | Викрам Сингх                                              | 1924—1947                                                                                |                             |  |
|                                                              | Орчха | Махараджа | Пратап Сингх Вир Сингх II                                 | 1874—1930 —1950                                                                          |                             |  |
|                                                              | Паланпур | Наваб-сахиб | Талей Мухаммад Хан                                        | 1918—1947                                                                                |                             |  |
|                                                              | Панна | Махараджа | Ядвендра Сингх Джудео                                     | 1902—1947                                                                                |                             |  |
|                                                              | Патиала | Махараджа | Бхупиндер Сингх                                           | 1900—1938                                                                                |                             |  |
|                                                              | Порбандар | Махараджа сахиб | Натварсинхджи Бхавсинхджи                                 | 1918—1948                                                                                |                             |  |
|                                                              | Пратабгарх | Махарават | Рам Сингх                                                 | 1929—1947                                                                                |                             |  |
|                                                              | Пудуккоттай | Раджа | Раджагопала Тондайман                                     | 1928—1948                                                                                |                             |  |
|                                                              | Раджгарх | Раджа | Бирендра Сингх                                            | 1916—1936                                                                                |                             |  |
|                                                              | Раджпипла | Махарана | Виджайсинхджи                                             | 1915—1948                                                                                |                             |  |
|                                                              | Радханпуа | Наваб | Мохаммад Джалал ад-Дин Хан                                | 1910—1936                                                                                |                             |  |
|                                                              | Рампур | наваб | Хамид Али Хан Раза Али Хан                                | 1889—1930 —1949                                                                          |                             |  |
|                                                              | Ратлам | Махараджа | Саджан Сингх                                              | 1921—1947                                                                                |                             |  |
|                                                              | Рева | Махараджа | Гулаб Сингх Джу Део                                       | 1918—1946                                                                                |                             |  |
|                                                              | Савантвади | Раджа | Кхем Савант V Бхонсле                                     | 1913—1937                                                                                |                             |  |
|                                                              | Саилана | Раджа | Дилип Сингх                                               | 1919—1948                                                                                |                             |  |
|                                                              | Самтхар | Махараджа | Бир Сингх                                                 | 1896—1935                                                                                |                             |  |
|                                                              | Сангли | Рао | Чинтаман Рао II Дхунди                                    | 1903—1932                                                                                |                             |  |
|                                                              | Сват | Вали | Мьянгул Абдул Вадуд                                       | 1918—1947                                                                                |                             |  |
|                                                              | Сирмур | Махараджа | Амар Пракаш                                               | 1911—1933                                                                                |                             |  |
|                                                              | Сирохи | Махарао | Сапур Рам Сингх                                           | 1920—1946                                                                                |                             |  |
|                                                              | Ситамау | Раджа | Радж Рам Сингх II                                         | 1900—1947                                                                                |                             |  |
|                                                              | Сонепур | Махараджа | Митродайя Сингх Део                                       | 1902—1937                                                                                |                             |  |
|                                                              | Сукет | Раджа | Лакшман Сен                                               | 1919—1947                                                                                |                             |  |
|                                                              | Тонк | Наваб | Мухаммад Ибрагим Али Хан Мухаммад Саадат Али-хан          | 1867—1930 —1947                                                                          |                             |  |
|                                                              | Траванкор | Махараджа | Читхира Тхирунал Баларама Варма II                        | 1924—1949                                                                                |                             |  |
|                                                              | Трипура | Махааджа | Бикрама Кишор Маникья                                     | 1923—1947                                                                                |                             |  |
|                                                              | Фаридкот | Махараджа | Хариндер Сингх                                            | 1918—1947                                                                                |                             |  |
|                                                              | Хаирпур | Мир | Али Наваз Хан Талпур                                      | 1921—1935                                                                                |                             |  |
|                                                              | Хайдарабад | Низам | Асаф Джах VII                                             | 1911—1948                                                                                |                             |  |
|                                                              | Харан | Мир | Хабибулла                                                 | 1911—1948                                                                                |                             |  |
|                                                              | Хиндол | раджа | Наба Кишор Чандра                                         | 1906—1948                                                                                |                             |  |
|                                                              | Хунза | мир | Мохаммад Назим Хан                                        | 1892—1938                                                                                |                             |  |
|                                                              | Чамба | Раджа | Рам Сингх                                                 | 1919—1935                                                                                |                             |  |
|                                                              | Чаркхари | Махараджа | Аримардан Сингх                                           | 1920—1941                                                                                |                             |  |
|                                                              | Читрал | мехтар | Шуджа уль-Мульк                                           | 1895—1936                                                                                |                             |  |
|                                                              | Чхатарпур | Махараджа | Вишванатх Сингх                                           | 1895—1932                                                                                |                             |  |
|                                                              | Шахпура | Раджа | Нахар Сингх                                               | 1870—1932                                                                                |                             |  |
|                                                              | Бруней (протекторат Великобритании)                                                                                     | Бруней (протекторат Великобритании)                                                                                     | Султан                                                    | Ахмад Таджуддин                                                                          | 1924—1950                   |  |
|                                                              | Бутан | Бутан | Король                                                    | Джигме Вангчук                                                                           | 1926—1952                   |  |
|                                                              | Вьетнам (протекторат Франции Аннам)                                                                                     | Вьетнам (протекторат Франции Аннам)                                                                                     | Император                                                 | Бао-дай-де                                                                               | 1925—1945                   |  |
|                                                              | Индонезийские султанаты                                                                                                 | |                                                           |                                                                                          |                             |  |
|                                                              | | |                                                           |                                                                                          |                             |  |
|                                                              | Бачан (протекторат Нидерландов)                                                                                         | Султан | Мухаммад Усман                                            | 1900—1935                                                                                |                             |  |
|                                                              | Дели (протекторат Нидерландов)                                                                                          | Султан | Амалуддин аль-Сани Перкаша Алам Шах                       | 1924—1945                                                                                |                             |  |
|                                                              | Джокьякарта (протекторат Нидерландов)                                                                                   | Султан | Хаменгкубувоно VIII                                       | 1921—1939                                                                                |                             |  |
|                                                              | Мангкунегаран (протекторат Нидерландов)                                                                                 | султан | Мангкунегара VII                                          | 1916—1944                                                                                |                             |  |
|                                                              | Понтианак (протекторат Нидерландов)                                                                                     | Султан | Мухаммад Алькадри                                         | 1895—1944                                                                                |                             |  |
|                                                              | Саравак (протекторат Великобритании)                                                                                    | Раджа | Чарльз Вайнер Брук                                        | 1917—1946                                                                                |                             |  |
|                                                              | Сиак (протекторат Нидерландов)                                                                                          | Султан | Зияриф Касим II                                           | 1915—1949                                                                                |                             |  |
|                                                              | Суракарта (протекторат Нидерландов)                                                                                     | Сусухунан | Пакубовоно X                                              | 1893—1939                                                                                |                             |  |
|                                                              | Ирак (протекторат Великобритании)                                                                                       | Ирак (протекторат Великобритании)                                                                                       | Король                                                    | Фейсал I                                                                                 | 1921—1933                   |  |
| Премьер-министр                                              | Ирак (протекторат Великобритании)                                                                                       | Ирак (протекторат Великобритании)                                                                                       | Ибрагим Наджи ас-Сувейди Нури ас-Саид                     | 1929—1930 (1930—1932, 1938—1940, 1941—1944, 1946—1947, 1949, 1950—1952, 1954—1957, 1958) |                             |  |
|                                                              | Иран | Иран | Шах                                                       | Реза Пехлеви                                                                             | 1925—1941                   |  |
| Премьер-министр                                              | Иран | Иран | Мехти Кули-хан Хедаят                                     | 1927—1933                                                                                |                             |  |
|                                                              | Йеменское королевство                                                                                                   | Йеменское королевство                                                                                                   | Король                                                    | Яхья бин Мухаммед Хамид-ад-Дин                                                           | 1918—1948                   |  |
|                                                              | Йеменские султанаты и шейхства (протекторат Великобритании Аден)                                                        | |                                                           |                                                                                          |                             |  |
|                                                              | | Алави | Шейх                                                      | Мухсин ибн Али аль-Алави                                                                 | 1925—1940                   |  |
|                                                              | Акраби | Шейх | Аль-Фадль ибн Абдалла аль-Акраби                          | 1905—1940                                                                                |                             |  |
|                                                              | Аудхали | султан | Салих ибн Аль-Хусейн                                      | 1928—1967                                                                                |                             |  |
|                                                              | Верхний Аулаки | Султан | Салих ибн Абдалла                                         | 1887—1935                                                                                |                             |  |
|                                                              | Верхняя Яфа | Султан | Умар IV бин Салих аль-Хархара                             | 1927—1948                                                                                |                             |  |
|                                                              | Дали | Эмир | Насир I бин Шаиф аль-Амири                                | 1928—1947                                                                                |                             |  |
|                                                              | Касири | Султан | Али ибн аль-Мансур                                        | 1929—1938                                                                                |                             |  |
|                                                              | Куайти | Султан | Умар ибн Авад аль-Куайти                                  | 1922—1936                                                                                |                             |  |
|                                                              | Лахедж | Султан | Абд аль-Карим II ибн Фадл                                 | 1915—1947                                                                                |                             |  |
|                                                              | Мафлахи | Шейх | Аль-Касим ибн Абд аль-Рахман                              | 1920—1967                                                                                |                             |  |
|                                                              | Нижний Аулаки | Султан | Мунассар II ибн Али аль-Аулаки Айдарус ибн Али аль-Аулаки | 1924—1930 —1947                                                                          |                             |  |
|                                                              | Нижняя Яфа | Cултан | Айдарус ибн Мухсин аль-Афифи                              | 1925—1958                                                                                |                             |  |
|                                                              | Фадли | Cултан | Фадл II бин Хусайн аль-Фадли                              | 1929—1933                                                                                |                             |  |
|                                                              | Шаиб | Шейх | Мутаххар ибн Мани аль-Саклади                             | 1915—1935                                                                                |                             |  |
|                                                              | Камбоджа (протекторат Франции)                                                                                          | Камбоджа (протекторат Франции)                                                                                          | Король                                                    | Сисоват Монивонг                                                                         | 1927—1941                   |  |
|                                                              | Катар (протекторат Великобритании) (протекторат Франции)                                                                | Катар (протекторат Великобритании) (протекторат Франции)                                                                | Эмир                                                      | Абдаллах бин Джасим Аль Тани                                                             | 1913—1949                   |  |
|                                                              | Китайская Республика | Китайская Республика | Председатель национального правительства                  | Чан Кайши                                                                                | 1928—1931, 1943—1949        |  |
| Председатель Исполнительного Юаня                            | Китайская Республика | Китайская Республика | Тан Янькай Сун Цзывэнь Чан Кайши                          | 1928—1930 (1930, 1945—1947) (1930—1931, 1935—1938, 1939—1945, 1947)                      |                             |  |
|                                                              | Кувейт (протекторат Великобритании)                                                                                     | Кувейт (протекторат Великобритании)                                                                                     | Шейх                                                      | Ахмед аль-Джабер ас-Сабах (Ахмед I)                                                      | 1921—1950                   |  |
|                                                              | Ливан (протекторат Франции)                                                                                             | Ливан (протекторат Франции)                                                                                             | Президент                                                 | Шарль Деббас                                                                             | 1926—1934                   |  |
| Премьер-министр                                              | Ливан (протекторат Франции)                                                                                             | Ливан (протекторат Франции)                                                                                             | Эмиль Эдде Огюст Адиб Паша                                | 1929—1930 (1926—1927, 1930—1932)                                                         |                             |  |
|                                                              | Луангпхабанг (протекторат Франции)                                                                                      | Луангпхабанг (протекторат Франции)                                                                                      | Король                                                    | Сисаванг Вонг                                                                            | 1904—1945                   |  |
|                                                              | Малайские султанаты | |                                                           |                                                                                          |                             |  |
|                                                              | | Джохор | Султан                                                    | Ибрагим аль Масихур                                                                      | 1895—1957                   |  |
|                                                              | Кедах (протекторат Великобритании)                                                                                      | Cултан | Абдул Хамид Халим                                         | 1881—1943                                                                                |                             |  |
|                                                              | Келантан (протекторат Великобритании)                                                                                   | Султан | Исмаил ибн Альмархум                                      | 1920—1944                                                                                |                             |  |
|                                                              | Негери-Сембилан (протекторат Великобритании)                                                                            | Ямтуан бесар | Мухаммад                                                  | 1888—1933                                                                                |                             |  |
|                                                              | Паханг (протекторат Великобритании)                                                                                     | Султан | Абдулла I аль-Мутасим Биллах Шах                          | 1917—1932                                                                                |                             |  |
|                                                              | Перак (протекторат Великобритании)                                                                                      | Султан | Искандар-шах                                              | 1918—1938                                                                                |                             |  |
|                                                              | Перлис (протекторат Великобритании)                                                                                     | Раджа | Алва                                                      | 1905—1943                                                                                |                             |  |
|                                                              | Селангор (протекторат Великобритании)                                                                                   | Султан | Алааддин Сулейман                                         | 1898—1938                                                                                |                             |  |
|                                                              | Тренгану (протекторат Великобритании)                                                                                   | Султан | Сулайман Бадрул Алам Шах                                  | 1920—1942                                                                                |                             |  |
|                                                              | Мальдивы (протекторат Великобритании)                                                                                   | Мальдивы (протекторат Великобритании)                                                                                   | султан                                                    | Мухаммад Шамсуддин III                                                                   | 1893, 1902—1934             |  |
|                                                              | Монгольская Народная Республика                                                                                         | Монгольская Народная Республика                                                                                         | Председатель ЦК Монгольской народной партии               | Бат-Очирын Элдэв-Очир Пэлжидийн Гэндэн                                                   | (1929—1930, 1932) 1930—1931 |  |
| Председатель Великого Государственного Хурала                | Монгольская Народная Республика                                                                                         | Монгольская Народная Республика                                                                                         | Хорлогийн Чойбалсан Лосолын Лаган                         | 1929—1930 —1932                                                                          |                             |  |
| Премьер-министр                                              | Монгольская Народная Республика                                                                                         | Монгольская Народная Республика                                                                                         | Анандын Амар Цэнгэлтийн Жигжиджав                         | (1928—1930, 1936—1939) 1930—1932                                                         |                             |  |
|                                                              | Неджд и Хиджаз | Неджд и Хиджаз | Король                                                    | Абдул-Азиз Аль Сауд                                                                      | 1926—1932                   |  |
|                                                              | Непал | Непал | Король                                                    | Трибхуван                                                                                | 1911—1955                   |  |
| Премьер-министр                                              | Непал | Непал | Бхим Шамшер Рана                                          | 1929—1932                                                                                |                             |  |
|                                                              | Оман (протекторат Великобритании)                                                                                       | Оман (протекторат Великобритании)                                                                                       | Султан                                                    | Теймур бин Фейсал                                                                        | 1913—1932                   |  |
|                                                              | Сиам (Раттанакосин) | Сиам (Раттанакосин) | Король                                                    | Рама VII (Прачадипок)                                                                    | 1925—1935                   |  |
|                                                              | Сикким (протекторат Великобритании)                                                                                     | Сикким (протекторат Великобритании)                                                                                     | Чогьял                                                    | Таши Намгьял                                                                             | 1914—1963                   |  |
|                                                              | Сирия Сирийская республика образована в 1930 году как часть Французского мандата в Сирии и Ливане, протекторат Франции) | Сирия Сирийская республика образована в 1930 году как часть Французского мандата в Сирии и Ливане, протекторат Франции) | Президент                                                 | Тадж эд-Дин аль-Хасани (и. о.)                                                           | 1928—1931, 1941—1943        |  |
| Премьер-министр                                              | Сирия Сирийская республика образована в 1930 году как часть Французского мандата в Сирии и Ливане, протекторат Франции) | Сирия Сирийская республика образована в 1930 году как часть Французского мандата в Сирии и Ливане, протекторат Франции) | Тадж эд-Дин аль-Хасани                                    | (1928—1931, 1934—1936)                                                                   |                             |  |
|                                                              | Тибет (протекторат Китайской Республики)                                                                                | Тибет (протекторат Китайской Республики)                                                                                | далай-лама                                                | Тхуптэн Гьяцо (Далай-лама XIII)                                                          | 1879—1933                   |  |
|                                                              | Трансиордания (протекторат Великобритании)                                                                              | Трансиордания (протекторат Великобритании)                                                                              | Эмир                                                      | Абдалла ибн Хусейн                                                                       | 1921—1946                   |  |
| Премьер-министр                                              | Трансиордания (протекторат Великобритании)                                                                              | Трансиордания (протекторат Великобритании)                                                                              | Хасан Халид Абу аль-Худа                                  | 1923—1924, 1926—1931                                                                     |                             |  |
|                                                              | Тувинская Народная Республика                                                                                           | Тувинская Народная Республика                                                                                           | Председатель президиума Малого Хурала                     | Чулдум Лопсакови                                                                         | 1929—1936                   |  |
| Председатель Совета министров                                | Тувинская Народная Республика                                                                                           | Тувинская Народная Республика                                                                                           | Адыг-Тюлюш Хемчик-оол                                     | 1929—1936                                                                                |                             |  |
| Генеральный секретарь Тувинской народно-революционной партии | Тувинская Народная Республика                                                                                           | Тувинская Народная Республика                                                                                           | Иргит Шагдыржап                                           | 1929—1932                                                                                |                             |  |
|                                                              | Турция | Турция | Президент                                                 | Мустафа Кемаль                                                                           | 1923—1938                   |  |
| Премьер-министр                                              | Турция | Турция | Исмет Инёню                                               | 1923—1924, 1925—1937, 1961—1965                                                          |                             |  |
|                                                              | Япония | Япония | Император                                                 | Хирохито (император Сёва)                                                                | 1926—1989                   |  |
| Премьер-министр                                              | Япония | Япония | Осати Хамагути                                            | 1929—1931                                                                                |                             |  |

## Африка
| Флаг               | Страна                                 | Страна                                 | Должность                                       | Имя                                                                                               | Начало и конец срока             | Фото |
| ------------------ | -------------------------------------- | -------------------------------------- | ----------------------------------------------- | ------------------------------------------------------------------------------------------------- | -------------------------------- | ---- |
|                    | Аусса                                  | Аусса                                  | султан                                          | Мухаммад Яйо                                                                                      | 1927—1936                        |      |
|                    | Буганда (протекторат Великобритании)   | Буганда (протекторат Великобритании)   | кабака                                          | Дауди Чва II                                                                                      | 1897—1939                        |      |
|                    | Бурунди (протекторат Бельгии)          | Бурунди (протекторат Бельгии)          | Мвами (король)                                  | Мвамбутса IV                                                                                      | 1915—1966                        |      |
|                    | Джимма                                 | Джимма                                 | король                                          | Абба Джифар II                                                                                    | 1878—1932                        |      |
|                    | Египет                                 | Египет                                 | Король                                          | Фуад I                                                                                            | 1922—1936                        |      |
| Премьер-министр    | Египет                                 | Египет                                 | Адли Якан-паша Мустафа Наххас-паша Исмаил Сидки | (1921—1922, 1926—1927, 1929—1930) (1928, 1930, 1936—1937, 1942—1944, 1950—1952) (1930—1933, 1946) |                                  |      |
|                    | Занзибар (протекторат Великобритании)  | Занзибар (протекторат Великобритании)  | Султан                                          | Халифа ибн Харуб                                                                                  | 1911—1960                        |      |
|                    | Либерия                                | Либерия                                | Президент                                       | Чарльз Данбэр Кинг Эдвин Джеймс Баркли                                                            | 1920—1930 —1944                  |      |
|                    | Марокко (протекторат Франции)          | Марокко (протекторат Франции)          | Султан                                          | Мухаммед V                                                                                        | 1927—1953, 1955—1957             |      |
|                    | Руанда (протекторат Бельгии)           | Руанда (протекторат Бельгии)           | мвами                                           | Юхи V                                                                                             | 1896—1931                        |      |
|                    | Салум (протекторат Франции)            | Салум (протекторат Франции)            | маад                                            | Маава Сему Диуф                                                                                   | 1919—1935                        |      |
|                    | Свазиленд (протекторат Великобритании) | Свазиленд (протекторат Великобритании) | нгвеньяма (король)                              | Собуза II                                                                                         | 1899—1982                        |      |
|                    | Тунис (протекторат Франции)            | Тунис (протекторат Франции)            | Бей                                             | Ахмад II ибн Али                                                                                  | 1929—1942                        |      |
|                    | Эфиопия                                | Эфиопия                                | Император                                       | Заудиту Хайле Селассие                                                                            | 1916—1930 (1930—1936, 1941—1974) |      |
| Премьер-министр    | Эфиопия                                | Эфиопия                                | Тэфэри Мэконнын (Хайле Селассие)                | 1927—1936                                                                                         |                                  |      |
|                    | Южно-Африканский Союз                  | Южно-Африканский Союз                  | Король                                          | Георг VI                                                                                          | 1910—1936                        |      |
| Генерал-губернатор | Южно-Африканский Союз                  | Южно-Африканский Союз                  | Александр Кембридж                              | 1924—1931                                                                                         |                                  |      |
| Премьер-министр    | Южно-Африканский Союз                  | Южно-Африканский Союз                  | Джеймс Барри Герцог                             | 1924—1939                                                                                         |                                  |      |

## Европа
| Флаг                                    | Страна                                                     | Страна                                                     | Должность                                          | Имя                                                                                               | Начало и конец срока                                                   | Фото |
| --------------------------------------- | ---------------------------------------------------------- | ---------------------------------------------------------- | -------------------------------------------------- | ------------------------------------------------------------------------------------------------- | ---------------------------------------------------------------------- | ---- |
| Флаг Австрии                            | Австрия                                                    | Австрия                                                    | Федеральный президент                              | Вильгельм Миклас                                                                                  | 1928—1938                                                              |      |
| Флаг Австрии                            | Австрия                                                    | Австрия                                                    | Федеральный канцлер                                | Йохан Шобер Карл Вогойн Отто Эндер                                                                | (1921—1922, 1922, 1929—1930) 1930 —1931                                |      |
|                                         | Албания                                                    | Албания                                                    | Король                                             | Зогу I Скандербег III                                                                             | 1928—1939                                                              |      |
| Премьер-министр                         | Албания                                                    | Албания                                                    | Костак Кота Пандели Эвангьели                      | (1928—1930, 1936—1939) (1921, 1930—1935)                                                          |                                                                        |      |
| Флаг Андорры                            | Андорра                                                    | Андорра                                                    | Соправители                                        | Гастон Думерг, Президент Франции                                                                  | 1924—1931                                                              |      |
| Флаг Андорры                            | Андорра                                                    | Андорра                                                    | Соправители                                        | Хусти Гвитарт-и-Вилардево, Епископ Урхельский                                                     | 1920—1940                                                              |      |
| Флаг Бельгии                            | Бельгия                                                    | Бельгия                                                    | Король                                             | Альберт I                                                                                         | 1909—1934                                                              |      |
| Флаг Бельгии                            | Бельгия                                                    | Бельгия                                                    | Премьер-министр                                    | Анри Жаспар                                                                                       | 1926—1931                                                              |      |
|                                         | Болгария                                                   | Болгария                                                   | Царь                                               | Борис III                                                                                         | 1918—1943                                                              |      |
| Премьер-министр                         | Болгария                                                   | Болгария                                                   | Андрей Ляпчев                                      | 1926—1931                                                                                         |                                                                        |      |
|                                         | Ватикан                                                    | Ватикан                                                    | Папа                                               | Пий XI                                                                                            | 1922—1939                                                              |      |
| Государственный секретарь               | Ватикан                                                    | Ватикан                                                    | кардинал Пьетро Гаспарри кардинал Эудженио Пачелли | 1914—1930 —1939                                                                                   |                                                                        |      |
|                                         | Британская Империя                                         | Британская Империя                                         | Король                                             | Георг V                                                                                           | 1910—1936                                                              |      |
| Премьер-министр                         | Британская Империя                                         | Британская Империя                                         | Джеймс Рамсей Макдональд                           | 1924, 1929—1935                                                                                   |                                                                        |      |
|                                         | Венгрия                                                    | Венгрия                                                    | Регент                                             | Миклош Хорти                                                                                      | 1920—1944                                                              |      |
| Премьер-министр                         | Венгрия                                                    | Венгрия                                                    | Иштван Бетлен                                      | 1921—1931                                                                                         |                                                                        |      |
|                                         | Германское государство (Веймарская республика)             | Германское государство (Веймарская республика)             | Рейхспрезидент                                     | Пауль фон Гинденбург                                                                              | 1925—1934                                                              |      |
| Рейхсканцлер                            | Германское государство (Веймарская республика)             | Германское государство (Веймарская республика)             | Герман Мюллер Генрих Брюнинг                       | (1920, 1928—1930) 1930—1932                                                                       |                                                                        |      |
|                                         | Греция                                                     | Греция                                                     | Президент                                          | Александрос Заимис                                                                                | 1929—1935                                                              |      |
| Премьер-министр                         | Греция                                                     | Греция                                                     | Элефтериос Венизелос                               | 1910—1915, 1915, 1917—1920, 1924, 1928—1932, 1932, 1933                                           |                                                                        |      |
| Флаг Дании                              | Дания                                                      | Дания                                                      | Король                                             | Кристиан X                                                                                        | 1912—1947                                                              |      |
| Флаг Дании                              | Дания                                                      | Дания                                                      | Премьер-министр                                    | Торвальд Стаунинг                                                                                 | 1924—1926, 1929—1942                                                   |      |
|                                         | Ирландское Свободное государство (доминион Великобритании) | Ирландское Свободное государство (доминион Великобритании) | Король                                             | Георг V                                                                                           | 1922—1936                                                              |      |
| Генерал-губернатор                      | Ирландское Свободное государство (доминион Великобритании) | Ирландское Свободное государство (доминион Великобритании) | Джеймс Макнилл                                     | 1928—1932                                                                                         |                                                                        |      |
| Председатель исполнительного совета     | Ирландское Свободное государство (доминион Великобритании) | Ирландское Свободное государство (доминион Великобритании) | Уильям Томас Косгрейв                              | 1922—1932                                                                                         |                                                                        |      |
|                                         | Исландия                                                   | Исландия                                                   | Король                                             | Кристиан X                                                                                        | 1918—1944                                                              |      |
| Премьер-министр                         | Исландия                                                   | Исландия                                                   | Триггви Тоурхальссон                               | 1927—1932                                                                                         |                                                                        |      |
|                                         | Испания                                                    | Испания                                                    | Король                                             | Альфонсо XIII                                                                                     | 1886—1931                                                              |      |
| Премьер-министр                         | Испания                                                    | Испания                                                    | Мигель Примо де Ривера Дамасо Беренгер             | 1923—1930 —1931                                                                                   |                                                                        |      |
|                                         | Италия                                                     | Италия                                                     | Король                                             | Виктор Эммануил III                                                                               | 1900—1946                                                              |      |
| Премьер-министр                         | Италия                                                     | Италия                                                     | Бенито Муссолини                                   | 1922—1943                                                                                         |                                                                        |      |
|                                         | Латвия                                                     | Латвия                                                     | Президент                                          | Густав Земгалс Альберт Квиесис                                                                    | 1927—1930 —1936                                                        |      |
| Премьер-министр                         | Латвия                                                     | Латвия                                                     | Хуго Целминьш                                      | 1924—1925, 1928—1931                                                                              |                                                                        |      |
|                                         | Литва                                                      | Литва                                                      | Президент                                          | Антанас Сметона                                                                                   | 1926—1940                                                              |      |
| Премьер-министр                         | Литва                                                      | Литва                                                      | Юозас Тубялис                                      | 1929—1938                                                                                         |                                                                        |      |
|                                         | Лихтенштейн                                                | Лихтенштейн                                                | Князь                                              | Франц I                                                                                           | 1929—1938                                                              |      |
| Премьер-министр                         | Лихтенштейн                                                | Лихтенштейн                                                | Йозеф Хооп                                         | 1928—1945                                                                                         |                                                                        |      |
| Флаг Люксембурга                        | Люксембург                                                 | Люксембург                                                 | Великая герцогиня                                  | Шарлотта                                                                                          | 1919—1964                                                              |      |
| Флаг Люксембурга                        | Люксембург                                                 | Люксембург                                                 | Премьер-министр                                    | Жозеф Беш                                                                                         | 1926—1937, 1953—1958                                                   |      |
| Флаг Монако                             | Монако                                                     | Монако                                                     | Князь                                              | Луи II                                                                                            | 1922—1949                                                              |      |
| Флаг Монако                             | Монако                                                     | Монако                                                     | Премьер-министр                                    | Морис Пьет                                                                                        | 1923—1932                                                              |      |
| Флаг Нидерландов                        | Нидерланды                                                 | Нидерланды                                                 | Королева                                           | Вильгельмина                                                                                      | 1890—1948                                                              |      |
| Флаг Нидерландов                        | Нидерланды                                                 | Нидерланды                                                 | Премьер-министр                                    | Шарль Рёйс де Беренбрук                                                                           | 1918—1925, 1929—1933                                                   |      |
| Флаг Норвегии                           | Норвегия                                                   | Норвегия                                                   | Король                                             | Хокон VII                                                                                         | 1905—1957                                                              |      |
| Флаг Норвегии                           | Норвегия                                                   | Норвегия                                                   | Премьер-министр                                    | Йохан Лудвиг Мовинкель                                                                            | 1924—1926, 1928—1931, 1933—1935                                        |      |
| Флаг Польши                             | Польша                                                     | Польша                                                     | Президент                                          | Игнаций Мосцицкий                                                                                 | 1926—1939                                                              |      |
| Флаг Польши                             | Польша                                                     | Польша                                                     | Премьер-министр                                    | Казимир Бартель Валерий Славек Юзеф Пилсудский                                                    | (1926, 1928—1929, 1929—1930) (1930, 1930—1931, 1935) (1926—1928, 1930) |      |
|                                         | Новое Государство (Португалия)                             | Новое Государство (Португалия)                             | Президент                                          | Ошкар Кармона                                                                                     | 1926—1951                                                              |      |
| Премьер-министр                         | Новое Государство (Португалия)                             | Новое Государство (Португалия)                             | Артур Ивенш Ферраш Домингуш Оливейра               | 1929—1930 —1932                                                                                   |                                                                        |      |
|                                         | Румыния                                                    | Румыния                                                    | Король                                             | Михай I Кароль II                                                                                 | (1927—1930, 1940—1947) 1930—1940                                       |      |
| Премьер-министр                         | Румыния                                                    | Румыния                                                    | Юлиу Маниу Георге Миронеску                        | (1928—1930, 1930, 1932—1933, 1944) (1930, 1930—1931)                                              |                                                                        |      |
| Флаг Сан-Марино                         | Сан-Марино                                                 | Сан-Марино                                                 | Капитаны-регенты                                   | Эцио Бальдуччи и Альдо Бузиньяни Манлио Гоци и Марино Лонфернини Валерио Паскуали и Джино Чекколи | 1929—1930 —1931                                                        |      |
|                                         | Союз Советских Социалистических Республик                  | Союз Советских Социалистических Республик                  | Генеральный секретарь ЦК ВКП(б)                    | Иосиф Сталин                                                                                      | 1925—1952                                                              |      |
| Председатели ВЦИК                       | Союз Советских Социалистических Республик                  | Союз Советских Социалистических Республик                  | Михаил Калинин (от РСФСР)                          | 1922—1938                                                                                         |                                                                        |      |
| Председатели ВЦИК                       | Союз Советских Социалистических Республик                  | Союз Советских Социалистических Республик                  | Григорий Петровский (от Украинской ССР)            | 1920—1938                                                                                         |                                                                        |      |
| Председатели ВЦИК                       | Союз Советских Социалистических Республик                  | Союз Советских Социалистических Республик                  | Александр Червяков (от Белорусской ССР)            | 1922—1937                                                                                         |                                                                        |      |
| Председатели ВЦИК                       | Союз Советских Социалистических Республик                  | Союз Советских Социалистических Республик                  | Газанфар Мусабеков (от Закавказской СФСР)          | 1925—1938                                                                                         |                                                                        |      |
| Председатели ВЦИК                       | Союз Советских Социалистических Республик                  | Союз Советских Социалистических Республик                  | Недирбай Айтаков (от Туркменской ССР)              | 1925—1938                                                                                         |                                                                        |      |
| Председатели ВЦИК                       | Союз Советских Социалистических Республик                  | Союз Советских Социалистических Республик                  | Файзулла Ходжаев (от Узбекской ССР)                | 1925—1937                                                                                         |                                                                        |      |
| Председатель Совета народных комиссаров | Союз Советских Социалистических Республик                  | Союз Советских Социалистических Республик                  | Алексей Рыков Вячеслав Молотов                     | 1924—1930 —1941                                                                                   |                                                                        |      |
|                                         | Финляндия                                                  | Финляндия                                                  | Президент                                          | Лаури Кристиан Реландер                                                                           | 1925—1931                                                              |      |
| Премьер-министр                         | Финляндия                                                  | Финляндия                                                  | Кюёсти Каллио Пер Эвинд Свинхувуд                  | (1922—1924, 1925—1926, 1929—1930, 1936—1937) (1917—1918, 1930—1931)                               |                                                                        |      |
|                                         | Франция                                                    | Франция                                                    | Президент                                          | Гастон Думерг                                                                                     | 1924—1931                                                              |      |
| Премьер-министр                         | Франция                                                    | Франция                                                    | Андре Тардьё Камиль Шотан Теодор Стег              | (1929—1930, 1930, 1932) (1930, 1933—1934, 1937—1938) 1930—1931                                    |                                                                        |      |
|                                         | Чехословакия                                               | Чехословакия                                               | Президент                                          | Томаш Масарик                                                                                     | 1918—1935                                                              |      |
| Премьер-министр                         | Чехословакия                                               | Чехословакия                                               | Франтишек Удржал                                   | 1929—1932                                                                                         |                                                                        |      |
| Флаг Швейцарии                          | Швейцария                                                  | Швейцария                                                  | Президент                                          | Жан-Мари Мюзи                                                                                     | 1925, 1930                                                             |      |
|                                         | Швеция                                                     | Швеция                                                     | Король                                             | Густав V                                                                                          | 1907—1950                                                              |      |
| Премьер-министр                         | Швеция                                                     | Швеция                                                     | Арвид Линдман Карл Густав Экман                    | (1906—1911, 1928—1930) (1926—1928, 1930—1932)                                                     |                                                                        |      |
|                                         | Эстонская Республика                                       | Эстонская Республика                                       | Государственный старейшина                         | Отто Штрандман                                                                                    | 1929—1931                                                              |      |
|                                         | Югославия                                                  | Югославия                                                  | Король                                             | Александр I Карагеоргиевич                                                                        | 1921—1934                                                              |      |
| Премьер-министр                         | Югославия                                                  | Югославия                                                  | Петар Живкович                                     | 1929—1932                                                                                         |                                                                        |      |

## Океания
| Флаг                | Страна                             | Должность            | Имя                                    | Начало и конец срока             | Фото |
| ------------------- | ---------------------------------- | -------------------- | -------------------------------------- | -------------------------------- | ---- |
|                     | Австралия                          | Король               | Георг V                                | 1910—1936                        |      |
| Генерал-губернатор  | Австралия                          | Джон Бэрд            | 1925—1931                              |                                  |      |
| Премьер-министр     | Австралия                          | Джеймс Генри Скаллин | 1929—1932                              |                                  |      |
| Флаг Новой Зеландии | Новая Зеландия                     | Король               | Георг V                                | 1910—1936                        |      |
| Флаг Новой Зеландии | Новая Зеландия                     | Генерал-губернатор   | Чарльз Фергюссон Чарльз Батерст        | 1924—1930 —1935                  |      |
| Флаг Новой Зеландии | Новая Зеландия                     | Премьер-министр      | Джозеф Джордж Уорд Джордж Уильям Форбс | (1906—1912, 1928—1930) 1930—1935 |      |
| Флаг Тонги          | Тонга (протекторат Великобритании) | Королева             | Салоте Тупоу III                       | 1918—1965                        |      |
| Флаг Тонги          | Тонга (протекторат Великобритании) | Премьер              | Вилиами Тунги Маилефихи                | 1923—1941                        |      |

## Северная и Центральная Америка
| Флаг                          | Страна                    | Должность                                   | Имя                                                           | Начало и конец срока             | Фото |
| ----------------------------- | ------------------------- | ------------------------------------------- | ------------------------------------------------------------- | -------------------------------- | ---- |
|                               | Гаити                     | Президент                                   | Луи Борно Луи Эжен Руа(и. о.) Стенио Жозеф Венсан             | 1922—1930 —1941                  |      |
| Флаг Гватемалы                | Гватемала                 | Президент                                   | Ласаро Чакон Гонсалес                                         | 1926—1931                        |      |
| Флаг Гондураса                | Гондурас                  | Президент                                   | Висенте Мехия Колиндрес                                       | 1929—1933                        |      |
| Флаг Доминиканской Республики | Доминиканская Республика  | Президент                                   | Орасио Васкес Рафаэль Эстрелья Уренья(и. о.) Рафаэль Трухильо | 1924—1930 (1930—1938, 1942—1952) |      |
|                               | Канада                    | Король                                      | Георг V                                                       | 1910—1936                        |      |
| Генерал-губернатор            | Канада                    | Фримен Фримен-Томас                         | 1926—1931                                                     |                                  |      |
| Премьер-министр               | Канада                    | Уильям Макензи Кинг Ричард Бэдфорд Беннетт  | (1921—1926, 1926—1930, 1935—1948) 1930—1935                   |                                  |      |
|                               | Коста-Рика                | Президент                                   | Клето Гонсалес Викес                                          | 1906—1910, 1928—1932             |      |
|                               | Куба                      | Президент                                   | Херардо Мачадо                                                | 1925—1933                        |      |
|                               | Мексика                   | «Великий руководитель» (период «максимата») | Плутарко Элиас Кальес                                         | 1928—1934                        |      |
| Президент                     | Мексика                   | Эмилио Портес Хиль Паскуаль Ортис Рубио     | 1928—1930 —1932                                               |                                  |      |
|                               | Никарагуа                 | Президент                                   | Хосе Мария Монкада Тапиа                                      | 1929—1933                        |      |
|                               | Панама                    | Президент                                   | Флоренсио Армодио Аросемена                                   | 1928—1931                        |      |
| Флаг Сальвадора               | Сальвадор                 | Президент                                   | Пио Ромеро Боске                                              | 1927—1931                        |      |
|                               | Соединённые Штаты Америки | Президент                                   | Герберт Гувер                                                 | 1929—1933                        |      |

## Южная Америка
| Флаг                          | Страна    | Должность                                                                        | Имя                                                                                  | Начало и конец срока                               | Фото |
| ----------------------------- | --------- | -------------------------------------------------------------------------------- | ------------------------------------------------------------------------------------ | -------------------------------------------------- | ---- |
| Флаг Аргентины                | Аргентина | Президент                                                                        | Иполито Иригойен Хосе Феликс Урибуру                                                 | (1916—1922, 1928—1930) 1930—1932                   |      |
| Флаг Боливии                  | Боливия   | Президент                                                                        | Эрнандо Силес Рейес Карлос Бланко Галиндо                                            | 1926—1930 —1931                                    |      |
|                               | Бразилия  | Президент                                                                        | Вашингтон Луис Перейра ди Соза Аугусту Тасу Фрагозу (как глава хунты) Жетулиу Варгас | 1926—1930 (1930—1945, 1950—1954)                   |      |
|                               | Венесуэла | Президент                                                                        | Хуан Баутиста Перес                                                                  | 1929— 1931                                         |      |
| Флаг Колумбии                 | Колумбия  | Президент                                                                        | Мигель Абадиа Мендес Энрике Олайя Эррера                                             | 1926—1930 —1934                                    |      |
|                               | Парагвай  | Президент                                                                        | Хосе Патрисио Гуггьяри                                                               | 1928—1931, 1931—1932                               |      |
|                               | Перу      | Президент                                                                        | Аугусто Легия Мануэль Понсе Бруссет Луис Санчес Серро                                | (1908—1912, 1919—1930) 1930 (1930—1931, 1931—1933) |      |
| Председатель Совета министров | Перу      | Бенхамин Уаман де лос Эрос Фернандо Сармьенто Рамирес Антонио Бейнголеа Баларесо | 1929—1930 —1931                                                                      |                                                    |      |
| Флаг Уругвая                  | Уругвай   | Президент                                                                        | Хуан Кампистеги                                                                      | 1927—1931                                          |      |
| Флаг Чили                     | Чили      | Президент                                                                        | Карлос Ибаньес дель Кампо                                                            | 1927—1931, 1952—1958                               |      |
| Флаг Эквадора                 | Эквадор   | Президент                                                                        | Исидро Айора                                                                         | 1926—1931                                          |      |

## Комментарии
1. ↑  Скончался в своём кабинете 22 сентября 1930 года.
2. ↑  Экономист, брат Сун Мэйлин, жены Чан Кайши. Министр финансов.
3. ↑  Ушёл в отставку после победы на парламентских выборах 1929 года партии ВАФД.
4. ↑  Лидер партии ВАФД, премьер-министр в 1928 году. Отстранён от власти королём после того, как зашли в тупик англо-египетские переговоры по вопросу о Судане. Вновь занял пост в 1942 году.
5. ↑  Бывший вафдист, помещик, юрист, экономист, министр. Назначен королём после конституционного переворота 20 июня, ввёл новую конституцию 1930 года, ограничившую полномочия парламента.
6. ↑  Был обвинён в причастности к действиям, равнозначным работорговле. Подал в отставку, отошёл от политики, скончался в 1961 году в Монровии.
7. ↑  Министр иностранных дел и госсекретарь с 1920 года. Занял пост после отставки президента Ч.Кинга и вице-президента Аллена Янси.
8. ↑  Скончалась 2 апреля 1930 года в Аддис-Абебе в возрасте 53 лёт.
9. ↑  Тэфэри Мэконнын, негус, регент и глава правительства Эфиопии. 2 ноября 1930 года коронован как император Хайле Селассие I.
10. ↑  Подал в отставку 25 сентября 1930 года после конфликта с хаймвером. Скончался в 1932 году.
11. ↑  Сменил Й.Шобера. Ушёл в отставку после парламентских выборов 9 ноября 1930 года. Скончался в 1949 году.
12. ↑  Политик, адвокат, член Бундесрата. Губернатор земли Форарльберг.
13. ↑  Подал в отставку 5 марта 1930 года. В 1936 вновь занял пост главы правительства.
14. ↑  Премьер-министр в 1921 году.
15. ↑  Папа Римский с 1922 года. До избрания — кардинал, архиепископ Милана Акилле Ратти.
16. ↑  Социал-демократ. Подал в отставку 27 марта после того, как Социал-демократическая партия отказала ему в поддержке по вопросу о фонде страхования безработных. Поддержал кабинет Г.Брюнинга. Скончался в марте 1931 года.
17. ↑  Лидер католической партии Центра, депутат рейхстага. Доверенное лицо президента П.фон Гинденбурга. Правил посредством президентских декретов, не опираясь на большинство в рейхстаге.
18. ↑  Военный, генерал-капитан, маркиз. Ушёл в отставку 28 января 1930 года после выступлений протеста и по состоянию здоровья. Эмигрировал во Францию. Скоропостижно скончался в Париже в марте 1930 года.
19. ↑  Военный, генерал-лейтенант, граф. Воевал на Кубе и в Марокко, занимал пост военного министра. Назначен королём главой правительства после отставки М.Примо де Риверы.
20. ↑  После отставки занимался публицистикой. Скончался в январе 1939 года.
21. ↑  Юрист занимал пост министра внутренних дел. С 1926 года вице-спикер, кандидат в президенты в 1927 году. Был избран Сеймом 9 апреля 1930 года после 11 раундов голосования.
22. ↑  Ушёл в отставку после того, как сейм 14 марта вынес вотум недоверия министру труда и социального обеспечения Александру Пристору. 17 марта отставка кабинета была принята президентом. Отошёл от политики, вернулся к академической деятельности. В 1939—1941 годах в Львове сотрудничал с советскими властями. В 1941 году захвачен германскими властями и расстрелян.
23. ↑  Военный, в прошлом боевик Польской социалистической партии, начальник военной разведки. Лидер Беспартийного блока сотрудничества с правительством. Доверенное лицо маршала Ю.Пилсудского. Сформировал кабинет после отказа Ю.Пилсудского и неудачных попыток Юлиана Шиманьского и Яна Пилсудского. Подал в отставку 23 августа 1930 года, чтобы облегчить назначение Ю.Пилсудского главой правительства. Официально сослался на усталость.
24. ↑  Военный, маршал Польши, фактический диктатор. 30 сентября распустил сейм и провёл аресты лидеров оппозиции. 18 ноября, после проведения парламентских выборов, лишивших влияния блок Центролев, заявил об уходе в отставку по состоянию здоровья.
25. ↑  Отправлен в отставку 10 января 1930 года из-за конфликта ряда политиков с министром финансов А. Салазаром по поводу финансовой политики в колониях. После отставки занял пост начальника Главного штаба сухопутных войск, скончался в январе 1933 года.
26. ↑  Военный, генерал кавалерии, военный губернатор Лиссабона. Назначен по рекомендации министра финансов А. Салазара.
27. ↑  Отстранён от престола парламентом, восстановившим на престоле его отца Кароля. Получил титул Великого воеводы Алба-Юлии. Восстановлен на престоле в 1940 году.
28. ↑  Сын короля Фердинанда, отец короля Михая. Был наследным принцем, но в 1926 году лишён прав на престол. В 1930 году инкогнито вернулся в Румынию при поддержке правительства Ю.Маниу. Утром 7 июня 1930 года парламент отменил закон от 4 марта 1926 года о лишении Кароля прав на престол и 8 июня провозгласил его королём.
29. ↑  Ушёл в отставку после возвращения на престол Кароля II.
30. ↑  Вновь возглавил правительство в 1932 году.
31. ↑  Депутат, сенатор, с 1928 года министр иностранных дел. Доверенное лицо Кароля II.
32. ↑  Снят с поста 19 декабря 1930 года решением декабрьского пленума ЦК ВКП(б) за «правый уклон», затем выведен из состава Политбюро ЦК ВКП(б). Нарком связи в 1931—1936 годах. Арестован в 1937 году, расстрелян в марте 1938 года.
33. ↑  Член партии с 1906 года, участник подполья и революционных событий в России. С 1921 года — секретарь ЦК ВКП(б). До 1929 года — первый секретарь Московского комитета партии.
34. ↑  Подал в отставку 2 июля 1930 года под давлением право-националистического Лапуаского движения. В 1936 году вновь возглавил правительство.
35. ↑  Регент в 1918, и премьер-министр в 1917—1918 годах. Жил в эмиграции в Германии. По возвращении выдвигал свою кандидатуру на выборах президента в 1925 году. 15 июля 1930 года парламент был распущен, на парламентских выборах 1 октября 1930 года победу одержали правые партии.
36. ↑  Правительство ушло в отставку 17 февраля 1930 года. Скончался в 1950 году.
37. ↑  Ушёл в отставку после разоблачения аферы банкира Устрика, в которой был замешан министр юстиции Рауль Пере. В дальнейшем занял пост главы правительства в 1932 году.
38. ↑  Радикал-социалист, депутат. В прошлом министр внутренних дел и министр юстиции. В дальнейшем занял пост главы правительства в 1933 году.
39. ↑  Левый демократ, юрист, профессор, реоднократно занимал министерские посты.
40. ↑  Лидер Союза всеобщих выборов, в 1935 году покинул пост лидера партии, погиб в авиакатастрофе в 1936 году.
41. ↑  Представитель Народной партии свободомыслящих, премьер-министр в 1926—1928 годах.
42. ↑  Британский аристократ, баронет. Завершился срок полномочий. После отставки занимал ряд постов в Великобритании, скончался в 1951 году.
43. ↑  Британский аристократ, барон. Адвокат, депутат парламента, член Тайного совета с 1926 года.
44. ↑  Ушёл в отставку 28 мая 1930 года из-за болезни сердца. Скончался в июле того же года.
45. ↑  Министр земель и сельского хозяйства. Сменил Д.Уорда на постах премьер-министра и лидера Объединённой партии.
46. ↑  Конституционный президент. Ушёл в отставку после дестабилизации обстановки в стране, вызванной последствиями мирового экономического кризиса. Уехал во Францию, но через несколько лет вернулся и жил в своём загородном имении в горах под столицей, не вмешиваясь в политику. Скончался в 1942 году.
47. ↑  Банкир. Был назначен командованием американских войск в Гаити до избрания нового президента. После отставки отошёл от политики, скончался в 1939 году.
48. ↑  Мэр Порт-о-Пренса. Избран парламентом.
49. ↑  Конституционный президент, генерал. Переизбран в сентябре 1929 года. Подал в отставку 28 февраля 1930 года после восстания в городе Сантьяго и отказа командующего армией генерала Рафаэля Трухильо его подавить. Отошёл от политики, скончался в 1936 году.
50. ↑  Юрист, министр внутренних дел и полиции. Временный президент на период проведения президентских выборов. После отставки был вице-президентом при Р.Трухильо, членом Верховного суда. Скончался в 1945 году.
51. ↑  Генерал, командующий армией, инициатор смещения президента Орасио Варгаса. 26 февраля 1930 года отказался выступить против восставших, подошедших к столице. 16 мая был избран конституционным президентом на срок до 16 августа 1934 года.
52. ↑  Ушёл в отставку после поражения Либеральной партии на парламентских выборах 28 июля 1930 года. В 1935 году вернулся к власти.
53. ↑  Адвокат, миллионер, директор Королевского банка Канады. С 1926 года лидер Консервативной партии, победившей на выборах 28 июля 1930 года.
54. ↑  После отставки был на дипломатической работе, возглавлял министерство иностранных дел. В последующие годы занимался историей Мексики, опубликовал мемуары. Скончался в Мехико в 1978 году.
55. ↑  Инженер, участник Мексиканской революции, полковник, губернатор штата Мичоакан. В дальнейшем — на дипломатической работе. В 1929 году был отозван П. Элиасом Кальесом из Бразилии и по его решению избран кандидатом в президенты на партийном съезде в Керетаро (март 1929 года). Одержал победу на президентских выборах 17 ноября 1929 года.
56. ↑  Конституционный президент. Шестилетний срок полномочий должен был завершиться 12 октября 1934 года. Свергнут в ходе переворота 6 сентября 1930 года. Арестован, содержался в тюрьмах и на острове Мартин-Гарсия. Скончался в Буэнос-Айресе в июле 1933.
57. ↑  Военный, генерал-лейтенант, генеральный инспектор армии и член Высшего военного совета. Возглавил переворот 6 сентября 1930 года.
58. ↑  Конституционный президент. Ушёл в отставку 28 мая 1930 года во время всеобщей забастовки. Скрылся в посольстве США, эмигрировал в Чили. В дальнейшем выполнял дипломатические поручения правительства, скончался в Перу в 1942 году.
59. ↑  Военный, генерал, один из руководителей восстания гарнизона Кочабамбы против правительства Э. Силеса Рейеса Председатель Совета министров Военной правительственной хунты.
60. ↑  Конституционный президент. Свергнут в ходе восстания Либерального альянса, начавшегося 3 октября 1930 года. 24 октября арестован пришедшей к власти военной хунтой, помещён в форт Капакабана. После освобождения жил в США и в Европе. Вернулся в 1947 году, отошёл от политики, скончался в 1957 году.
61. ↑  Военный, генерал, начальник штаба сухопутных войск. Возглавляемая им хунта пришла к власти после восстания гарнизона Рио-де-Жанейро, начавшегося 23 октября.
62. ↑  Журналист, юрист, с 1928 года губернатор штата Риу-Гранду-ду-Сул, лидер Либерального альянса. На выборах 1 марта 1930 года. Проиграл Жулиу Престису, но не признал результатов выборов. Вождь революции 1930 года, прибыл в Рио-де-Жанейро 3 ноября и занял пост временного президента
63. ↑  Представитель Консервативной партии. Завершился четырёхлетний срок полномочий. Отошёл от политической деятельности, скончался в 1947 году.
64. ↑  Юрист, журналист, участник Тысячедневной войны. Неоднократно занимал пост министра иностранных дел, был послом в США. Победил на президентских выборах 9 февраля 1930 года как кандидат от Либеральной партии.
65. ↑  Конституционный президент, в 1929 году был переизбран на третий пятилетний срок, до 12 октября 1934 года. 22 августа 1930 года был арестован в Арекипе военными во главе с М.Санчесом Серро. Обвинён в растратах, скончался в заключении в феврале 1932 года.
66. ↑  Военный, генерал. Возглавил правительственную хунту в Лиме после ареста президента Легии. Передал власть Санчесу Серра, не найдя поддержки. В дальнейшем занимал посты в армии. Ушёл в отставку в 1944 году. Скончался в 1966 году.
67. ↑  Военный, полковник. Участник ряда переворотов, служил в армиях Испании и Италии. Возглавил восстание в Арекипе 22 августа 1930 года. 27 августа на самолёте прилетел в Лиму, где вступил на пост президента.